# Josep Lluís Bausset i Ciscar
Josep Lluís Bausset i Ciscar   (Paiporta, 19 d'agost de 1910 - l'Alcúdia, 3 de juny de 2012) fou un mestre, activista cultural i polític valencià.
Llicenciat en Farmàcia i en Química, practicant en Medicina i Cirurgia, titulat en Magisteri, analista i gran aficionat a la Botànica, alhora estigué interessat per les lletres. Militant de la Federació Universitària Espanyola (FUE) al Madrid de finals dels anys 20 i vinculat a l'Agrupació Valencianista La Senyera el 1932, fou amic inseparable de Joan Fuster, Vicent Ventura, Manuel Sanchis Guarner i Francesc Ferrer Pastor. També participà en la reivindicació de l'estatut d'autonomia per al País Valencià.
Durant la dictadura franquista fou un dels primers a fer ràdio en català al País Valencià, col·laborà al diari Levante i fou professor de química als instituts de Tortosa, Xàtiva, Alberic, Alzira, Carlet i Carcaixent. El 1965 fou un dels que signaren el manifest Més de 20.000 valencians demanen l'ús de la seua llengua als actes religiosos. També va impulsar les revistes Parlem i Vencill i fou un dels membres fundadors del Partit Socialista del País Valencià de l'Alcúdia i contribuí a la celebració de les primeres edicions dels Premis Octubre als anys 70. Va participar en el Primer Congrés d'Història del País Valencià i en les diverses campanyes del Secretariat per a l'Ensenyament de l'Idioma.

## Biografia
Bausset va nàixer el 19 d'agost de 1910 al si d'una família carlina a Paiporta, tanmateix, els primers deu anys de vida els compaginà entre el seu poble natal i l'Alcúdia, on es varen instal·lar, anys abans, els seus pares. El motiu pel qual freqüentà tant Paiporta no fou menys que el fort vincle amb el seu avi matern, el qual li va inculcar aquells valors que més tard es feren patents en la seva personalitat, i també, l'afició a la pilota valenciana.
Als anys 20, en complir onze anys, Josep Lluís Bausset va haver d'anar a València per a continuar els seus estudis i ingressà a l'Acadèmia Cabanilles, on tastà la disciplina de l'escola de la dictadura de Primo de Rivera i veié la persecució de la seua llengua materna.
Més tard estudià a Madrid, on es llicencià en Farmàcia, i només finalitzar els seus estudis se'n tornà a València, que esdevingué aleshores la capital de la Segona República Espanyola, en la que fou testimoni en primera persona del valencianisme polític i cultural cívic; no obstant això, la seua figura també suposà una important contribució a la consolidació de la llengua, el 1932, en representació de l'Agrupació Valencianista Escolar (AVE), hi constà com a signant de les Normes de Castelló.
Anys més tard, a l'Alcúdia, poble on residia, fundà l'Agrupació Valencianista la Senyera, una tertúlia formada per una quinzena de membres, dels quals ell era l'únic que demanava l'autonomia per al País Valencià, enfront de la resta, que demanaven amb unanimitat la independència. L'agrupació, que va prendre caire independentista, seguia els postulats del sobiranisme que s'hi respirava a Catalunya i prengué com a senyera la que fou el símbol del partit independentista Estat Català. Així també, la tertúlia fou el principal impulsor a la Ribera de la creació d'un Estatut d'Autonomia per a València.
Després de la Guerra Civil Espanyola, les maniobres de depuració del franquisme el condemnaren a un mes de presó i l'inhabilitaren a l'ensenyament, tanmateix, fou reconegut com a professor de Física i Química a València i es dedicà a donar classes particulars a membres de l'aristocràcia valenciana de l'època. Durant aquest període, instal·lat en una pensió a València, conegué un home solitari que mostrà interès per la literatura en català i que freqüentava sovint les mateixes llibreries que Bausset, Joan Fuster. D'ençà i fins a la mort de Fuster el 1993, Bausset esdevingué un dels seus amics de més confiança i potser el més admirat per l'intel·lectual de Sueca, el qual li dedicà, un temps després, un sonet (A l'hora del record seràs, València, una ardent mida d'obres i raó...). Arran d'aquesta relació amb l'assagista i poeta, passà a formar part d'una de les tertúlies més reconegudes de València, on es tractaven habitualment temes culturals, polítics o de llengua.
Primer de manera esporàdica, també es posà a escriure per al diari Levante arran de l'amistat establerta amb Vicent Ventura; si més no, a partir dels anys cinquanta aquestes participacions passaren a ser més constants i amb certa regularitat.
L'any 1955 aprovà les oposicions, se'l va rehabilitar com a professor i es dedicà a l'ensenyança de l'assignatura de Física i Química als instituts. Entre 1958 i 1961 exercí a Tortosa i, després, a Xàtiva, a l'escola José de Ribera, treball que compaginà amb l'activisme cívic i nacionalista que duia a terme des d'uns anys enrere. De forma coetània a l'aparició de noves cares com Eliseu Climent a la tertúlia de la ciutat, començà a organitzar de forma clandestina xerrades i conferències a la seua localitat, l'Alcúdia, sobre política, llengua i cultura. Però també s'implicà en la normalització del valencià com a llengua de la litúrgia. Des del curs 1968/69 va ser professor a Alzira i entre els cursos 1971/72 i 1978/79 va exercir a l'Institut Eduard Primo Marqués de Carlet.
El 1974, J. L. Bausset, junt amb Vicent Ventura i altres companys, fundà el Partit Socialista del País Valencià (PSPV), que en aquell moment destacà pel seu caràcter nacional del País Valencià i la seua vinculació als Països Catalans i proposà la lluita per l'alliberament valencià per mitjà de l'autogovern i l'Estatut d'Autonomia, per tal de recuperar la Generalitat Valenciana. També defensà el model marxista, el republicanisme, el català com a llengua històrica del País Valencià, l'autodeterminació i la capacitat d'establir relacions amb altres pobles. Arran d'aquests fets, col·laborà amb l'agrupació socialista local, junt amb Francesc Signes i Celio Crespo. El 1979 també va ser soci fundador d'Acció Cultural del País Valencià. Aquell mateix any va ser traslladat a l'institut de Carcaixent, abans de jubilar-se el 1980. Malgrat tot, va continuar la seua tasca com a mestre de valencià, dins de la campanya Carles Salvador. El 1984, el poble de l'Alcúdia el va nomenar fill predilecte.
Morí el 3 de juny de 2012 a L'Alcúdia (Ribera Alta), als cent un anys. La família del difunt decidí retornar la carta de condol que havia redactat el President de la Generalitat Valenciana Alberto Fabra. Un dels fills puntualitzà que s'havia retornat no perquè estigués escrita en castellà 'sinó per haver menyspreat la llengua' que el seu pare 'va defensar tota la vida'.

## Reconeixements

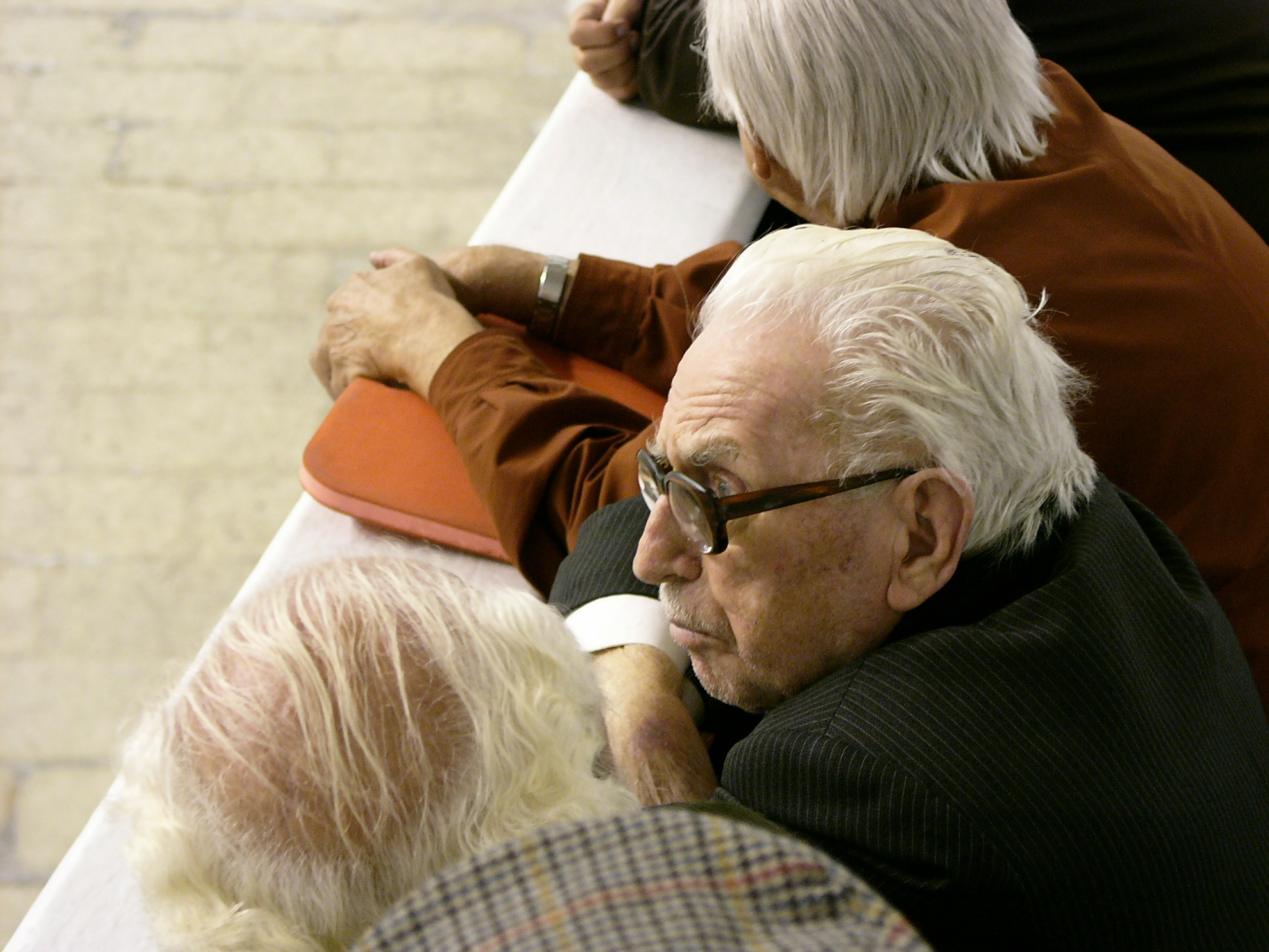
Bausset veient una partida de pilota, en 2008.

A les primeries del segle XXI s'hi celebren distints homenatges a la seua persona. L'any 2000 la Universitat de València li atorga el premi Ventura pel compromís cívic i també va rebre el Premi d'Actuació Cívica de la Fundació Lluís Carulla. El mateix any va rebre el Premi Valencià de l'Any de la Fundació Huguet. Per part de la Fundació Ernest Lluch, també va rebre el reconeixement en nomenar-lo membre del seu comitè d'honor. L'Ajuntament de l'Alcúdia també ho va fer més tard, quan va dedicar un carrer amb el seu nom.
Amb l'entrada del 2010, en Bausset compleix el 100 anys, fita que aprofitaran moltes entitats per retre-li homenatges, ACPV va homenatjar-lo a l'Octubre Centre de Cultura Contemporània, on hi estaven presents Eliseu Climent, president d'ACPV; Robert Martínez, alcalde de l'Alcúdia, i Jordi Pujol, expresident de Catalunya, entre d'altres. La Universitat de València torna a retre-li homenatge, però també ho feren la Societat Coral El Micalet amb el Miquelet d'Honor extraordinari. Escola Valenciana també ho faria aquest any pel seu treball en la normalització del valencià a l'ensenyament, durant la Trobada d'Escoles en Valencià a Manuel, la Ribera, i més tard, l'11 de setembre, l'Ajuntament de l'Alcúdia va fer un gran homenatge on participaren el dolçainer Dani Miquel, l'escriptor Josep Millo, el seu biògraf, Santi Vallés, el pintor i escultor Manuel Boix -qui feu un gravat al·legòric a la seua persona i una escultura al voltant de la pilota valenciana-, el periodista Ferran Garrido, l'alcalde Robert Martínez, entre d'altres, i entitats com la Filharmònica de l'Alcúdia i el Misteri d'Elx.

## Obres
- Diari inacabat de guerra (1997)